# Illinois Army National Guard
L'Illinois Army National Guard è una componente della Riserva militare dell'Illinois National Guard, inquadrata sotto la U.S. National Guard. Il suo quartier generale è situato presso la città di Springfield.

## Organizzazione
Al 2025, sono attivi i seguenti reparti :

### Joint Forces Headquarters
- JFHQ, Army Element - Springfield
- 416th Trial Defense Team - Springfield
- 412th Trial Defense Team - Springfield
- 1965th Contingency Contracting Team - Springfield
- Recruiting and Retention Battalion
- Medical Detachment - Kankakee
- Medical Detachment - Mount Vernon
- Medical Detachment - Springfield

### 34th Infantry Division Sustainment Brigade
- Headquarters & Headquarters Company - Chicago
- 433rd Signal Network Company - North Kedzie
- 108th Multifunctional Medical Battalion
  - Headquarters & Headquarters Detachment - North Riverside
  -  708th Medical Company (Ground Ambulance) - North Riverside
  -  709th Area Support Medical Company - Bartonville
  -  710th Area Support Medical Company - Crestwood
- 198th Combat Sustainment Support Battalion
  -  Headquarters & Headquarters Company - North Riverside
  -  725th Transportation Company (Medium Truck, Cargo) - Machesney Park
  -  1244th Transportation Company (Medium Truck, Cargo) - North Riverside
  -  1644th Transportation Company (Medium Truck, Cargo) - Rock Falls
  -  1744th Transportation Company (Medium Truck, Cargo) - Crestwood
- 232d Combat Sustainment Support Battalion
  -  Headquarters & Headquarters Company - Springfield
  -  1544th Transportation Company (Light-Medium Truck) (-) - Paris
    - Detachment 1 - Danville

  -  1844th Transportation Company (Light-Medium Truck) - East St.Louis
  -  3625th Maintenance Company - North Riverside
  -  3637th Maintenance Company - Springfield
  - 633rd Theater Gateway Personnel Accountability Team - North Kedzie
  - 128th Quartermaster Field Feeding Platoon (-) - North Riverside
    - Detachment 1 - Crestwood
    - Detachment 2 - Rock Falls

  - 733rd Quartermaster Field Feeding Platoon (-) - Springfield
    - Detachment 1 - Bartonville
    - Detachment 2 - East St.Louis
    - Detachment 3 - Paris
- 1970th Quartermaster Water Company - North Riverside
- 126th Quartermaster Company - Quincy
- 1347th Division Sustainment Support Battalion - Minnesota Army National Guard

### 33rd Infantry Brigade Combat Team
- Headquarters & Headquarters Company - Urbana
- 1st Battalion, 178th Infantry Regiment
  -  Headquarters & Headquarters Company - Cottage Grove
  -  Company A - Bartonville
  -  Company B - Elgin
  -  Company C (-) - Kankakee
    - Detachment 1 - Kankakee

  -  Company D (Weapons) - Woodstock
- 2nd Battalion, 130th Infantry Regiment
  -  Headquarters & Headquarters Company - Marion
  -  Company A - West Frankfort
  -  Company B - Effingham
  -  Company C - Litchfield
  -  Company D (Weapons) - Mount Vernon
- 1s Battalion, 296th Infantry Regiment - Puerto Rico Army National Guard
- 2nd Squadron, 106th Cavalry Regiment
  -  Headquarters & Headquarters Troop - Kewanee
  -  Troop A - Pontiac
  -  Troop B - Dixon
  -  Troop C - Aurora
- 2nd Battalion, 122nd Field Artillery Regiment
  -  Headquarters & Headquarters Battery (-) - Cottage Grove
    - Detachment 1 - Cottage Grove
    - Detachment 2 - Urbana
    - Detachment 3 - Marion
    - Detachment 4 - Kewanee

  -  Battery A - Sycamore
  -  Battery B - Crestwood
  -  Battery C - Cottage Grove
- 766th Brigade Engineer Battalion
  -  Headquarters & Headquarters Company - Decatur
  -  Company A - Joliet
  -  Company B - Marseilles
  -  Company C (Signal) - Urbana
  -  Company D (-) (Military Intelligence) - Bloomington
    - Detachment 1 (TUAS) - Peoria
- 634th Brigade Support Battalion
  -  Headquarters & Headquarters Company - Sullivan
  -  Company A (DISTRO) - Mattoon
  -  Company B (Maint) - Urbana
  -  Company C (MED) - Springfield
  -  Company D (Forward Support) (Aggregata al 2nd Squadron, 106th Cavalry Regiment) - Galva
  -  Company E (Forward Support) (Aggregata al 766th Brigade Engineer Battalion) - Decatur
  -  Company F (Forward Support) (Aggregata al 2nd Battalion, 122nd Field Artillery Regiment) - Crestwood
  -  Company G (Forward Support) (Aggregata al 1st Battalion, 178th Infantry Regiment) - Joliet
  -  Company H (Forward Support) (Aggregata al 2nd Battalion, 130th Infantry Regiment) - Mount Vernon
  - Company I, Puerto Rico Army National Guard

### 404th Maneveur Enhancement Brigade
- Headquarters & Headquarters Company - Normal
- 406th Signal Network Company - North Riverside
- 33rd Military Police Battalion
  - Headquarters & Headquarters Detachment - Machesney Park
  -  233rd Military Police Company (Combat Support) - Springfield
  -  333rd Military Police Company (Combat Support) - Freeport
  -  933rd Military Police Company (Combat Support) - Waukegan/Ft.Sheridan
- 123rd Engineer Battalion
  -  Headquarters & Headquarters Company  - Murphysboro
  -  123rd Forward Support Company - Murphysboro
  -  631st Engineer Company (Horizontal Construction) - Sparta
  -  661st Engineer Company (Horizontal Construction) - Macomb
  - 615th Engineer Detachment (Fire-Fighting) - Sparta
    - 661st Engineer Team (Fire-Fighting) - Sparta
    - 662nd Engineer Team (Fire-Fighting) - Sparta

  - 2118th Asphalt Team - Sparta
  - 1886th Engineer Detachment - Springfield
- 44th Chemical Battalion
  - Headquarters & Headquarters Detachment  - Bloomington
  -  135th Chemical Company (CBRN) - Machesney Park
  -  444th Chemical Company - Galesburg
  -  445th Chemical Company (CBRN) - Shiloh
  - 450th Chemical Detachment (Service Organization) - Bloomington
- 6th Battalion, 54th Security Force Assistance Brigade - Rock Island
  - Headquarters & Headquarters Company - Rock Island
  - Company A - Rock Island
  - Company B - Rock Island

### 65th Troop Command
- Headquarters & Headquarters Company - Peoria
- 139th Mobile Public Affairs Detachment - Cottage Grove
- 144th Army Band - Cottage Grove
- 5th Civil Support Team - Bartonville
- 1863rd Finance Detachment - North Kedzie
- 176th Cyber Protection Team - North Kedzie
- 633rd Theater Gateway Personnel Action Team - Springfield
- Company C, 260th Military Intelligence Battalion, Florida Army National Guard - North Kedzie
- Company C, 341st Military Intelligence Battalion (Linguist), Washington Army National Guard - Cottage Grove
- 244th Digital Liaison Detachment - North Kedzie
- 2nd Battalion, 123rd Field Artillery Regiment (M-777) - Sotto il controllo operativo della 45th Field Artillery Brigade, Oklahoma Army National Guard
  -  Headquarters & Headquarters Company - Milan
  -  Battery A - Milan
  -  Battery B - Springfield
  -  Battery C - Galesburg
  -  2123rd Forward Support Company - Milan
- Aviation Support Facility #1 - Decatur
- Aviation Support Facility #2 - Midway Armory, Chicago
- Aviation Support Facility #3 - Peoria
- 1st Battalion, 106th Aviation Regiment (Assault Helicopter) - Sotto il controllo operativo della 449th Theater Aviation Brigade, North Carolina Army National Guard
  -  Headquarters & Headquarters Company - Peoria
  -  Company A - Decatur - Equipaggiato con 10 UH-60L 
  -  Company B - Chicago - Equipaggiato con 10 UH-60L 
  - Company C - Georgia Army National Guard
  -  Company D (AVUM) (-) - Decatur
  -  Company E (Forward Support) - Peoria
- Detachment 2, Company G (MEDEVAC), 1st Battalion, 111th Aviation Regiment (General Support) - Kankakee ASF - Equipaggiato con 3 HH-60L 
  - Detachment 7, Company D, 1st Battalion, 111th Aviation Regiment (General Support)  - Kankakee ASF
  - Detachment 8, Company E, 1st Battalion, 111th Aviation Regiment (General Support)  - Kankakee ASF
- Company B (-), 2nd Battalion, 238th Aviation Regiment (General Support) - Peoria - Equipaggiato con 6 CH-47F 
  - Detachment 1, Headquarters & Headquarters Company, 2nd Battalion, 238th Aviation Regiment (General Support)  - Peoria
  - Detachment 2, Company D, 2nd Battalion, 238th Aviation Regiment (General Support)  - Peoria
  - Detachment 2, Company E, 2nd Battalion, 238th Aviation Regiment (General Support)  - Peoria
- Detachment 1, Company B, 1st Battalion, 376th Aviation Regiment - Decatur - Equipaggiato con 4 UH-72A
- Detachment 5, Company A, 2nd Battalion, 245th Aviation Regiment (Fixed Wings) - Decatur - Equipaggiato con 1 C-12
- Detachment 36, Operational Support Airlift Command
- Company B (-) (AVIM), 935th Aviation Support Battalion - Kankakee
  - Detachment 5,  Company B (AVIM), 935th Aviation Support Battalion - Peoria

### 129th Regiment, Regional Training Institute
- Headquarters & Headquarters Company - Springfield
- 1st Battalion - Springfield
- 2nd Battalion - Springfield